# Киряков, Таню
Та́ню Хри́стов Киря́ков (болг. Таню Христов Киряков, род. 2 марта 1963 года в Русе, Болгария) — болгарский стрелок из пистолета, двукратный олимпийский чемпион, чемпион Европы. Выступал за «Левски» София.

## Спортивная биография
Первым увлечением Таню был футбол. В 5-6 классе он занимался в спортивной школе, но в 14 лет полностью переключился на стрельбу и стал тренироваться под руководством своего отца Христо. Кирякову потребовалось 11 лет, чтобы выступить на своих первых Олимпийских играх. Всего за свою карьеру он выступил на 6 играх подряд (1988—2008).
В дебютных для себя Олимпийских играх 1988 года Киряков неожиданно выиграл золотую медаль в стрельбе из пневматического пистолета с 10 метров. В 1992 году он был в шаге от завоевания медали в стрельбе с 50 метров. После квалификации Таню лидировал вместе с Константином Лукашиком. После четырёх выстрелов в финале он продолжал находиться в лидерах соревнований, но пятый выполнил очень неудачно и с досады выбросил пистолет. Оружие получило повреждения и стало неисправным. Кирякову пришлось закончить соревнования, оставшись лишь восьмым. В Атланте Киряков смог взять бронзу в стрельбе с 10 метров. Ещё одно золото Таню завоевал в Сиднее в стрельбе с 50 метров.
Таню Киряков готовился к своей седьмой Олимпиаде 2012 года, но участию в ней помешала серьёзная травма руки. Для устранения травмы требовалась серьёзная операция, после которой следует долгий восстановительный процесс. В связи с этим болгарин может не успеть завоевать олимпийскую лицензию, необходимую для участия в Играх.
За всё время выступлений на Олимпийских играх Киряков лишь дважды не смог пробиться в финал. В 1996 году в стрельбе с 50 метров болгарин занял 20-е место. И в 2008 году в стрельбе с 10 метров, когда ему не хватило всего одного очка для выхода в финальную стадию.

## Результаты на Олимпийских играх
Летние Олимпийские игры 1988: 

10 м —  

50 м — 4 место 

Летние Олимпийские игры 1992: 

10 м — 7 место 

50 м — 8 место 

Летние Олимпийские игры 1996: 

10 м —  

50 м — 20 место 

Летние Олимпийские игры 2000: 

10 м — 8 место 

50 м —  

Летние Олимпийские игры 2004: 

10 м — 4 место 

50 м — 7 место 

Летние Олимпийские игры 2008: 

10 м — 9 место 

50 м — 6 место

## Награды и достижения
- Двукратный олимпийский чемпион 1988, 2000.
- Бронзовый призёр Олимпийских игр 1996.
- Трёхкратный чемпион Европы 1998, 2006, 2007.
- Спортсмен года в Болгарии 2000 (№ 2)
- Почётный гражданин Софии (2000)[2]
- Почётный знак Президента Болгарии (2023)[3]

## Личная жизнь
Женат на легкоатлетке, участнице Олимпийских игр 1988 года Надежде Георгиевой.
Окончил Софийский университет по специальности «Спортивные исследования».
Хобби — рыбалка.